# Мечеть Ягодной слободы
Мечеть Ягодной слободы (тат. Ягедни (Җиләкле) бистәсе мәчете, Yägedni (Ciläkle) bistäse mäçete), мечеть «Раджаб» (тат. «Рәҗәп» мәчете, «Räcäp» mäçete), Заводская мечеть (тат. Завут мәчете, Zawut mäçete), мечеть на Краснококшайской улице (тат. Кызыл Какшай урамындагы мәчет, Qızıl Kakşay uramındağı mäçet) — мечеть, расположенная в одноимённом историческом районе Казани, на пересечении улиц Энгельса и Краснококшайская. Является единственной (из исторических мечетей Казани) сохранившейся деревянной мечетью, а также единственной сохранившейся дореволюционной мечетью в казанском Заречье.

## История
Здание мечети было построено владельцами (Николаем Ивановичем Алафузовом и Лидией Андреевной Алафузовой) льнопрядильной фабрики Алафузова в 1897 году и первоначально являлось молельным домом для рабочих этого предприятия. Мусульманский приход в Ягодной слободе был официально зарегистрирован 2 октября 1910 года; до того мусульмане Ягодной слободы относились к приходу 1-й соборной мечети Бишбалты. Имамом был избран и оставался им до закрытия мечети в 1930 году Хисамутдин Яфаров (Ягфаров), уроженец деревни Старая Кулатка Хвалынского уезда Саратовской губернии. Муэдзинами были Гимаметдин Хусаинов (1910–1915), Нурулислам Идиатуллин, уроженец деревни Казеево Тетюшского уезда Казанской губернии (1915, призван в армию), Нурулла Гарифуллин (1922–?). Приходская мусульманская школа была открыта в 1911 году в доме Тамбова на Большой Песчаной улице; учителями были имам и муэдзин, девочек обучала абыстай (жена муллы).
Постановлением президиума ТатЦИКа от 6 февраля 1930 года мечеть была закрыта. После закрытия в здании бывшей мечети находился детский сад, затем общежитие; в середине XX века здание горело, после чего было несколько перестроено.
24 мая 1993 здание мечети возвращено мусульманской общине. Первым имамом новооткрытой мечети являлся Миннулла Арсланов (до 2017 года), которого после его смерти сменил Миннавхат Сагиров. После смерти последнего имамом стал Булат Сафаров.
В 1996 году признана объектом культурного наследия республиканского значения.
Летом 2021 года начались работы по реставрации мечети.

## Галерея

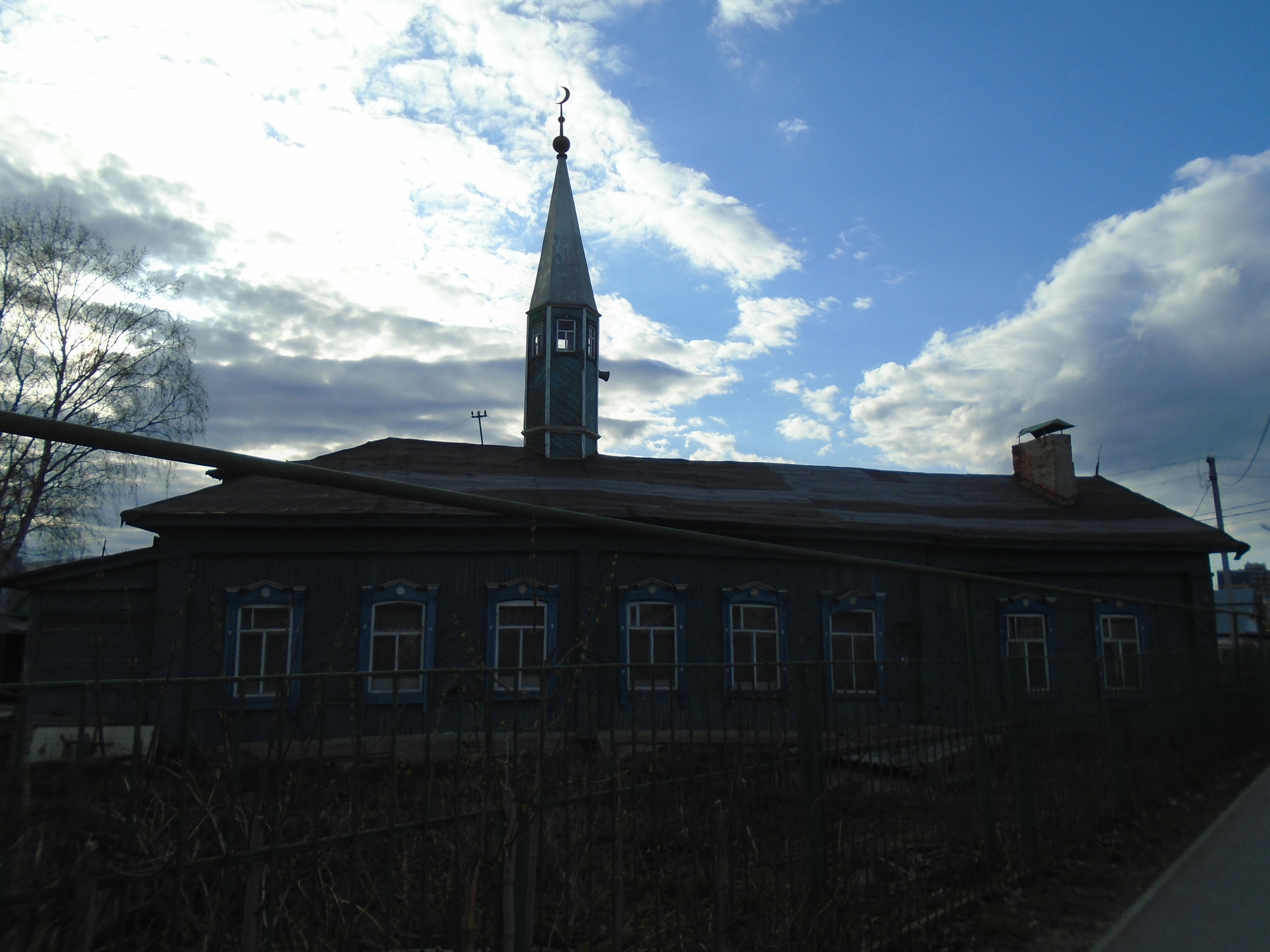
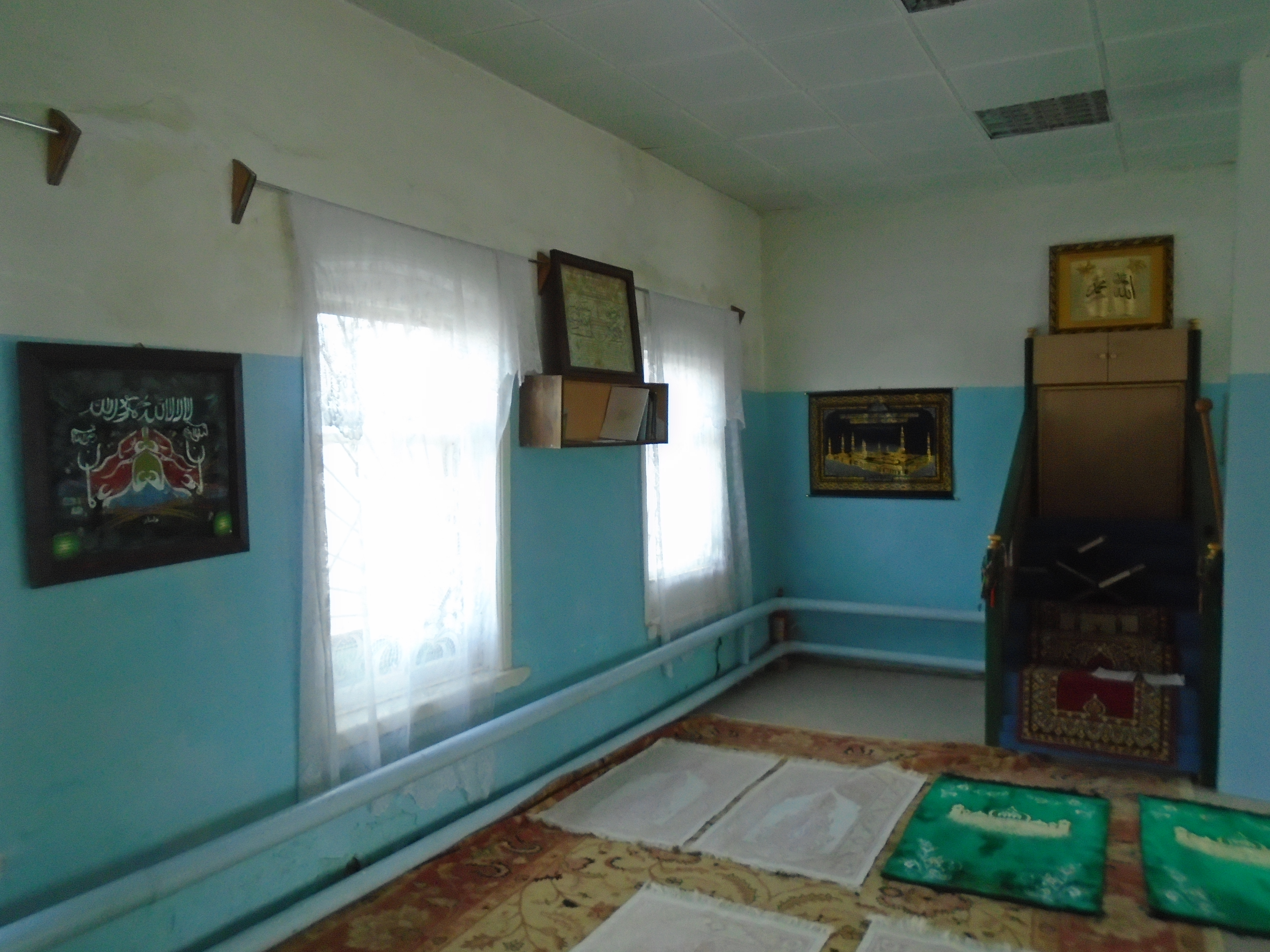
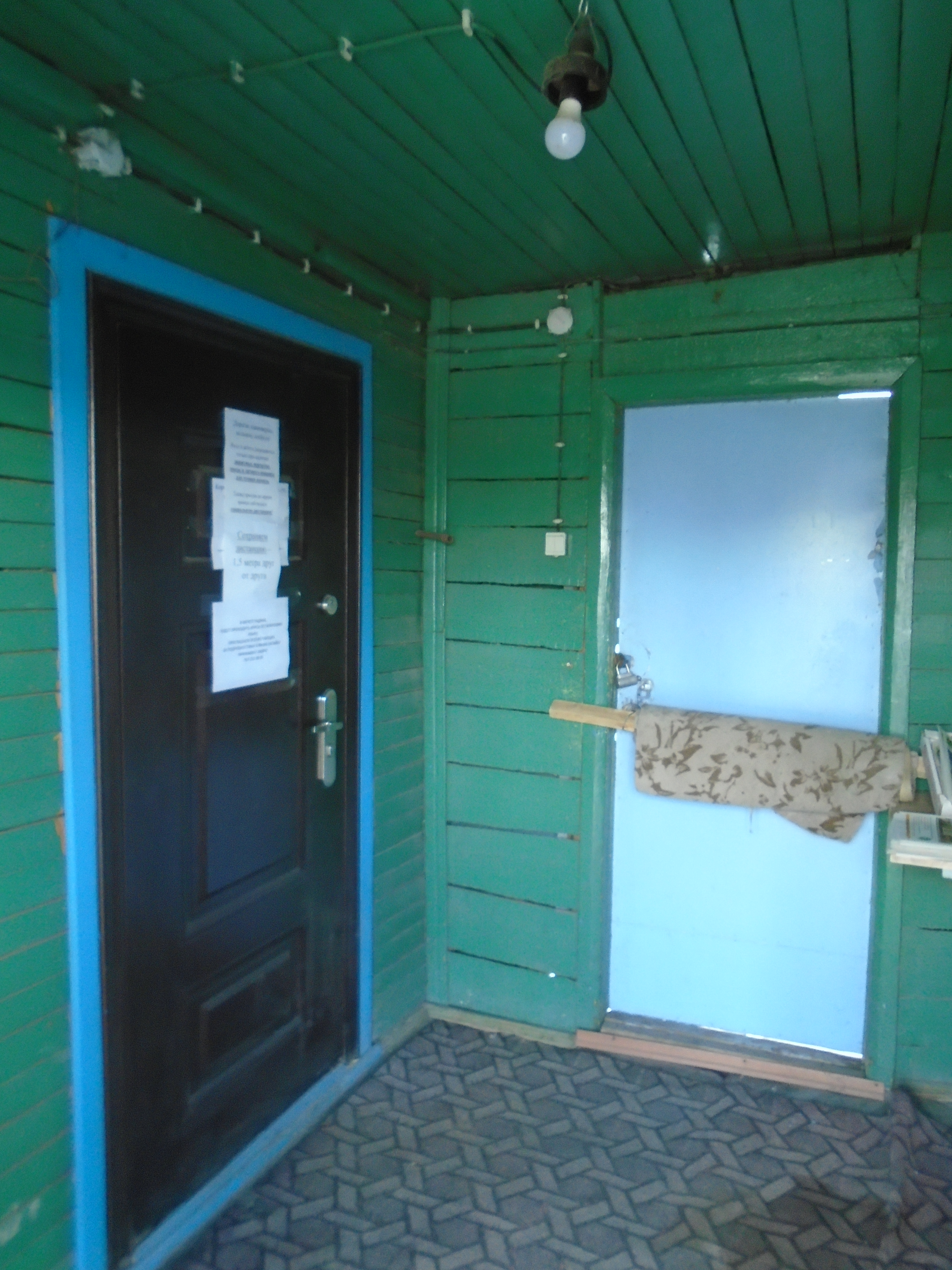